# Taiwanpnoepyga
De taiwanpnoepyga (Pnoepyga formosana)  is een zangvogel uit de familie Pnoepygidae. Het is een klein vogeltje met een korte staart die alleen voorkomt op Taiwan.

## Kenmerken
De vogel is 8 tot 9 cm lang. Het vogeltje lijkt staartloos, is olijfbruin van boven en op de borst heeft het verenkleed het patroon van visschubben. De taiwanpnoepyga lijkt sterk op de schubborstpnoepyga, met bleek gekleurde schubben op een bijna zwarte ondergrond. De vleugels en de poten zijn korter en de vogel is meer roodbruin van kleur.

## Verspreiding en leefgebied
Het is een endemische vogelsoort uit Taiwan. Het leefgebied bestaat uit dichte ondergroei van bamboe en altijd groen blijven loofhout in montaan gebied tussen de 1200 en 2780 m boven de zeespiegel.

## Status
De grootte van de populatie is niet gekwantificeerd. De vogel is algemeen. Er is geen aanleiding te veronderstellen dat de soort in aantal achteruit gaat. Om deze redenen staat de taiwanpnoepyga als niet bedreigd op de Rode Lijst van de IUCN.